# بوبي سميث (لاعب كرة قدم أمريكية)
بوبي سميث (بالإنجليزية: Bobby Smith)‏ هو لاعب كرة قدم أمريكية أمريكي، ولد في 18 مايو 1942 في كوربوس كريستي في الولايات المتحدة.

## وصلات خارجية
- بوبي سميث على موقع مرجع كرة القدم المحترفة.كوم (الإنجليزية)